# Ефикасност
Ефикасност е (често измеримата) способност да се избягва загубата на материали, енергия, усилия, пари и време за извършване на нещо или за постигане на желания резултат . Това е способността да се правят нещата добре и успешно, както и без особени финансови разходи. Но в същото време като се щадят усилия и енергия. Това е обект на изучаване на Човешките ресурси и икономиката. Както финансовите успехи и аспекти, също материална база, от друга страна екоползването на енергия и възобновяеми източници.
В математически или научно-инженерен план, това означава нивото на изпълнение, което използва най-малкото количество вложени ресурси за постигане на най-голямо количество резултати и продукция. Това конкретно включва способността за прилагане на нормирани усилия за постигане на конкретен резултат с минимално количество или количество отпадъци или още загуби (waste), разходи, както и без ненужни усилия. Ефективността е приложима в различни области и индустрии.
Тя показва съотношението на постигнатия резултат спрямо вложените разходи (тук могат да бъдат включени много неща: материали, енергия, труд и финансови средства, дори рутинг ефикасност). Ефикасността е свързана още с „икономичността на действията“, това се опитва да опише не влагането на прекомерни усилия. И чрез нея се дава отговор на въпроса, дали нещата се вършат икономично, по „правилния“ начин. Колкото вложените разходи са по-малки, толкова по-ефикасни са действията и мероприятията.
Ефективност и ефикасност са два термина, които се опитват да опишат почти едно и също нещо (Дянков). Но макар от икономическа гледна точка, това да е почти така, тоест те да са желани и дори незаменими икономически, от инженерна гледна точка, те все пак се различават по спецификата на прилаганите инженерни техники и технологии.
Например ефикасността е отделна и значима област във физиката, макар не толкова вдъхновяваща като темата за ефикасността в икономиката. Други области, където ефикасността и ефективността са тема, са например математиката.
Според легалната дефиниция в българското трудово законодателство ефикасност в трудовото право е когато работника работи 5 дни в седмицата, но има и 2 почивни дни, в които трябва да релаксира, както и има право на обедна почивка, или когато стои повече часове на компютър, например при смени, на 10-15 минутни почивки през няколко часа за възстановяване на очите. Тоест това е възможността работещият ефикасно да върши своята работа, но и да се възстановява ефективно след това, за да се върне в началото на седмицата на работа.
Във финансите това е постигането на максимални резултати от използваните налични ресурси при осъществяване на бизнес дейността.